# 政務官 (羅馬)
羅馬政務官（英語：Roman magistrate），為古羅馬的官職，經選舉選出，可以分成正規政務官（Magistratus ordinarii）與特殊政務官（Magistrarus extraordinarii）兩類，握有政治、軍事、以及在某種情況，宗教權力。
正規政務官每年選出（除監察官外），任期一年。通常分別选出至少兩位正規政務官，以防範一人權力過大。特殊政務官僅在特別情况选出，而且不必與一位同僚共同获选。特殊政務官握有的權力大於正規政務官。

## 正規長官
- 保民官
- 財務官
- 市政官
- 裁判官
- 執政官
- 監察官

## 特殊長官
- 獨裁官
- 騎士統領
- 十人委員會